# Bipolarone (fisica)
In fisica, un bipolarone è una coppia legata di due polaroni.
Quando due polaroni sono avvicinati, possono avere un'energia inferiore condividendo le stesse distorsioni, portando a un'attrazione efficace tra di essi; se l'interazione è sufficientemente grande, allora quest'attrazione porta a legare un bipolarone. Per la forte attrazione, i bipolaroni possono essere piccoli ed avere uno spin intero e condividere così alcune delle proprietà dei bosoni. Se si formano molti bipolaroni, senza che si avvicinino troppo, essi potrebbero essere in grado di formare un condensato di Bose-Einstein: ciò ha portato a teorizzare che i bipolaroni potrebbero essere un possibile meccanismo della superconduttività ad alte temperature. Per esempio, possono condurre ad un'interpretazione molto diretta dell'effetto isotopico.